# Anaxagorea phaeocarpa
Anaxagorea phaeocarpa Mart. – gatunek rośliny z rodziny flaszowcowatych (Annonaceae Juss.). Występuje naturalnie w Nikaragui, Kostaryce, Panamie, Kolumbii, Ekwadorze, Peru, Gujanie Francuskiej oraz Brazylii (w stanach Acre, Amazonas, Amapá, Pará i Rondônia). 

## Morfologia
PokrójZimozielone drzewo dorastające do 12 m wysokości. Młode pędy są owłosione.
LiścieMają kształt od eliptycznego do odwrotnie owalnie eliptycznego. Mierzą 12–39 cm długości oraz 4,5–14 cm szerokości. Są nagie od spodu. Nasada liścia jest rozwarta lub klinowa. Wierzchołek jest spiczasty.
KwiatySą pojedyncze. Rozwijają się w kątach pędów lub na pniach i gałęziach (kaulifloria). Działki kielicha mają owalny kształt, są zrośnięte u podstawy i dorastają do 10 mm długości. Płatki mają kremową barwę. Płatki zewnętrzne są owalne i osiągają do 14–22 mm długości, natomiast zewnętrzne mają lancetowaty kształt i mierzą 12–17 mm długości. Kwiaty mają około 50 pręcików i 20–45 słupków.
OwoceOwłosione mieszki o długości 3–4 cm długości.

## Biologia i ekologia
Rośnie w wilgotnych lasach. Występuje na terenach nizinnych.